# Noémi Ferenczy
Dans le nom hongrois Ferenczy Noémi, le nom de famille précède le prénom, mais cet article utilise l’ordre habituel en français Noémi Ferenczy, où le prénom précède le nom.
Pour les articles homonymes, voir Ferenczy.

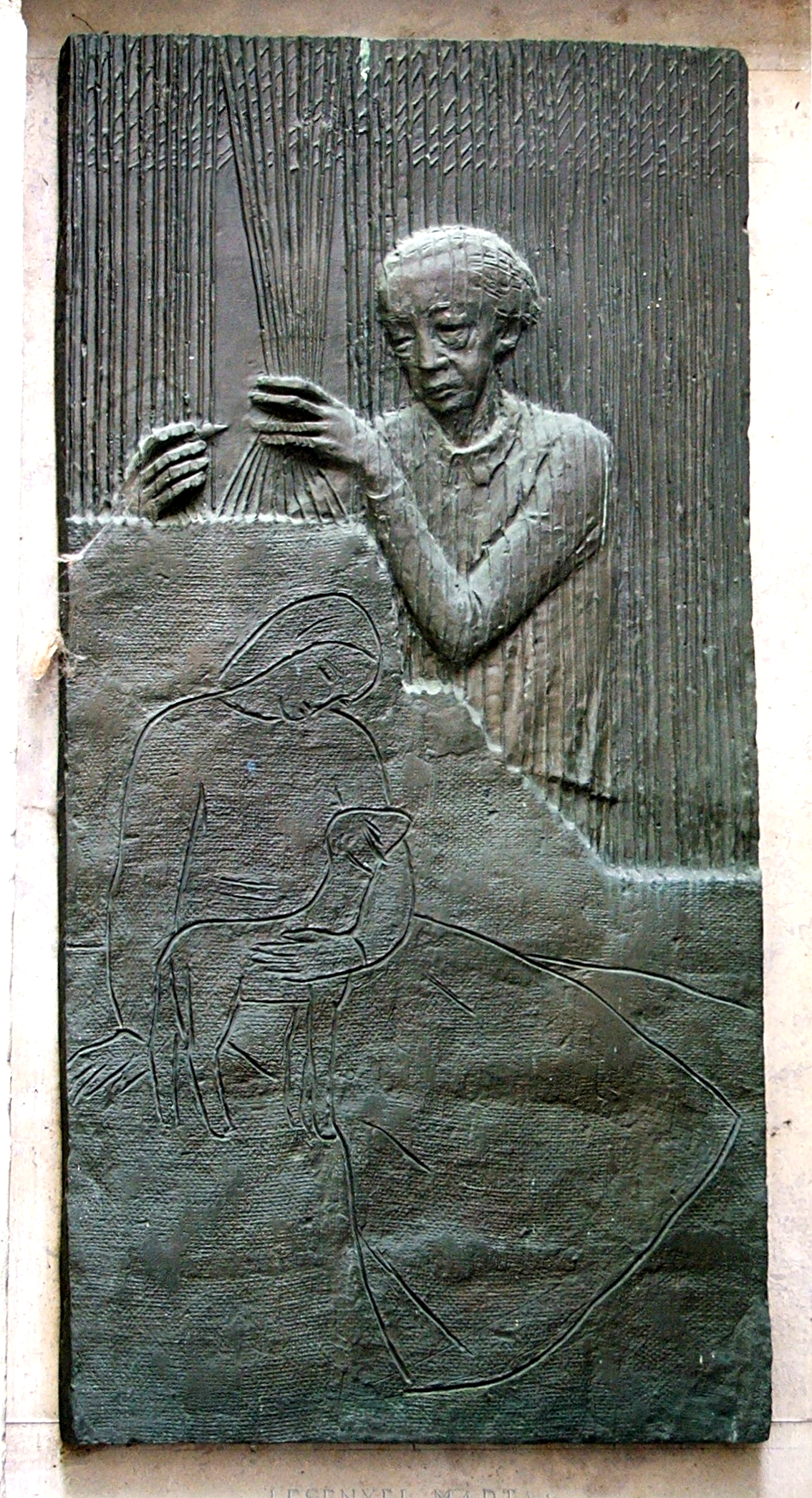
Relief Noémi Ferenczy à Szentendre

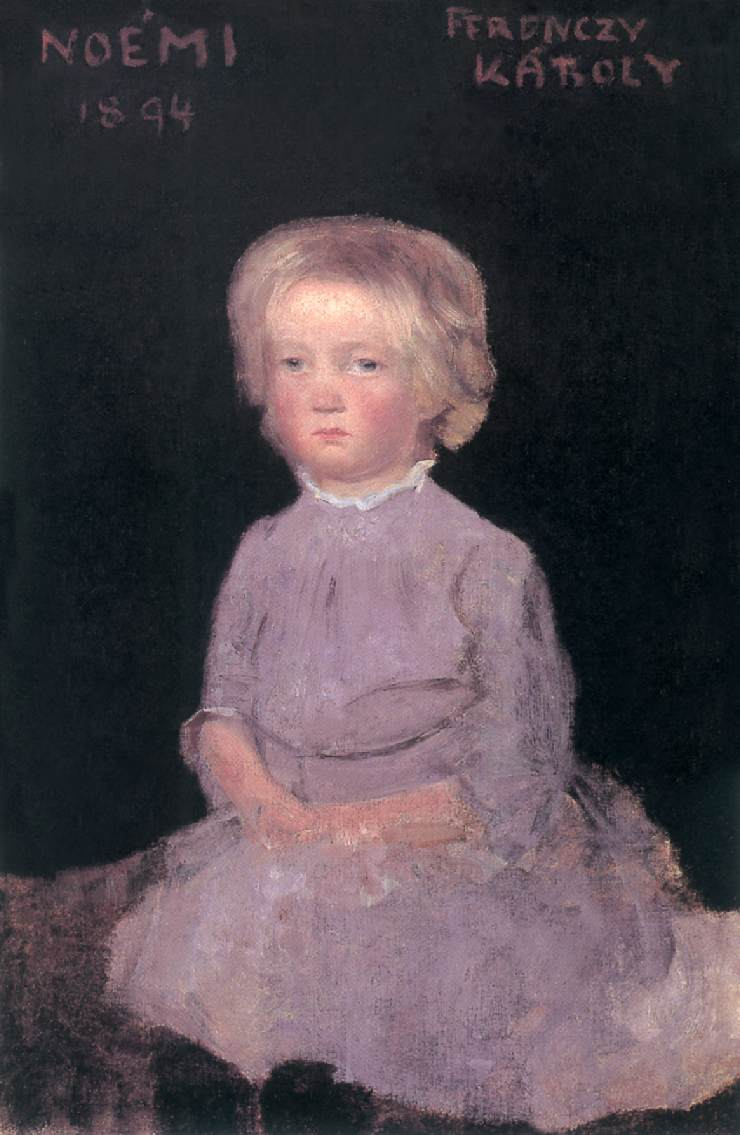
Károly Ferenczy, Noémi Ferenczy (1894)

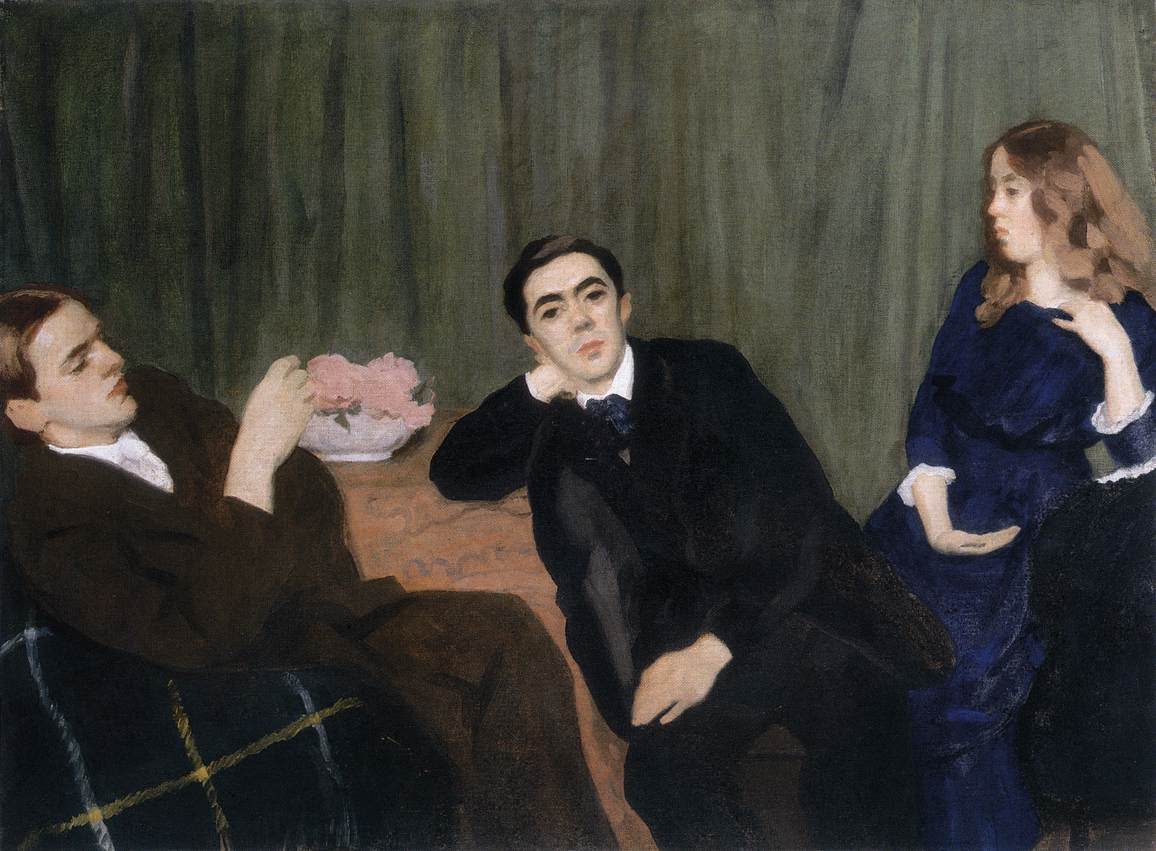
Károly Ferenczy, Noémi Ferenczy, Valér Ferenczy, Béni Ferenczy (1911) [de droite].

Noémi Ferenczy (née le 18 juin 1890 à Szentendre, en Autriche-Hongrie, et morte le 20 décembre 1957 à Budapest) est une artiste textile hongroise. Elle est connue pour sa peinture mais surtout pour ses tapisseries inspirées du mouvement Nagybánya. Elle a relancé et modernisé l'art de la tapisserie en Hongrie.

## Biographie
Noémi Ferenczy naît le 18 juin 1890 dans une famille d'artistes éminents. Son père, Károly Ferenczy et sa mère, Olga Fialka sont peintres, son frère aîné Valér Ferenczy et son frère jumeau, Béni Ferenczy sont sculpteurs.
Elle grandit avec ses parents dans la colonie des artistes de Nagybanya. Contrairement à ses frères, elle ne fréquente pas l'école mais est éduquée à la maison, par sa mère. Elle est cependant en contact avec des œuvres d'art et voyage en Europe. C'est au cours d'un voyage en France qu'elle découvre la tapisserie, à Arras.   
À l'époque de la République des conseils de Hongrie, d'inspiration communiste, en 1919, elle est à la tête de l'atelier de tissage de la Société des artistes de Budapest. Au moment de la chute du gouvernement, elle est brièvement arrêtée et doit émigrer. Entre 1920 et 1932, elle travaille à Nagybanya, aujourd'hui en Roumanie, mais séjourne aussi durant de longues périodes à Berlin et à Vienne . En 1922, elle devient membre de la Société des artistes Nagybanyas et, en 1924, de l'Association des artistes Képzőművészek Új Társasága (KÚT). Elle est engagée socialement, rejoint le Parti communiste roumain et est acceptée par le Parti communiste d'Allemagne en 1929.   
Elle est mariée au journaliste communiste Sándor Kőrösi-Krizsán (hu), qui travaillera plus tard, alors qu'ils sont déjà séparés, comme rédacteur en chef pour Radio Free Europe à Munich où il décède en 1970 .   
Noémi Ferenczy meurt le 20 décembre 1957 à Budapest, à l'âge de 67 ans. Elle repose au cimetière Kerepesi, avec ses parents et son frère Béni.

## Carrière artistique
En 1913, elle étudie à la Manufacture nationale des Gobelins à Paris. Elle y apprend, notamment, la technique de la haute lisse. Son parcours artistique commence à ce moment-là.   
Certaines des artistes féminines hongroises du XXe siècle acceptent les stéréotypes sociaux et artistiques concernant les femmes, d'autres rejettent totalement ce schéma. Noémi Ferenczy, issue d'une famille d'artistes, est confrontée à un choix difficile, accepter la tradition familiale, se soumettre aux influences ou opter pour un chemin différent. Elle fait preuve d'autonomie en se tournant vers un medium traditionnellement féminin, le textile. Elle le traite à la manière de la peinture, sans le considérer comme un genre inférieur.  
Elle réalise des aquarelles et des dessins, dont beaucoup vont servir à la réalisation de tapisseries.
Elle suit d'abord les traditions de la tapisserie médiévale française, avec des motifs floraux et, souvent des thèmes religieux, puis développe son style personnel au fur et à mesure des années. Elle s'implique dans le processus créatif de la conception du carton, à partir de ses propres dessins, au tissage lui-même de ses œuvres, ce qui n'est pas du tout l'usage à cette époque. 
Elle réalise sa première œuvre majeure, Teremtés (Création) à l'âge de 23 ans, elle sera suivie de Menekülés Egyiptomba (Fuite en  Égypte) en 1917. À partir des années 1920, ses tapisseries deviennent plus grandes, leur composition et leurs formes plus simples (Harangvirágok, Jacinthes, 1921, et Nővérek, Sœurs, 1921). Le message devient plus universel, son travail combine désormais harmonie et monumentalité :  Kertésznők, Jardiniers, 1923, Fahordó nő, Femme portant du bois, 1925, Parasztfej kaszával, Paysan avec faux, 1926, Piros korsós szőlőmunkásnő, Ouvrier de a vigne rouge, 1930,  Szövőnő, tisserande, 1933, Kőműves, Házépítő, Pék, maçon, constructeur de maison, boulanger, 1933, etc.).   
Les couleurs lyriques de ses tapisseries relient son art à l'école post-Nagybánya. Cependant son art est moins centré sur l'individu solitaire. Elle exprime davantage un désir de communauté, d'harmonie avec la nature. Elle fait un grand usage de la couleur bleue, des lignes douces et l'insertion d'éléments typographiques.
Elle combine des talents artistiques et une adresse pour le tissage. Son travail est un lien entre l'artisanat traditionnel de la tapisserie et la tapisserie contemporaine et ouvre la voie à une nouvelle époque pour a tapisserie hongroise,.
En 1922 et 1929, elle expose à Berlin. En 1924 son tapis Kertésznők est exposé à la IIIe Internationale communiste  à Moscou. Bruno Paul lui offre un emploi de professeur aux Vereinigten Staatsschulen für freie und angewandte Kunst  (Écoles réunies pour les arts libres et appliqués), propostion qu'elle décline.  
Deux expositions aux Pays-Bas, en 1935, ont également remporté beaucoup de succès.  
À partir de 1932, elle vit et travaille à Budapest et enseigne à l' Université des Arts et du Design de 1950 à 1956 .  
Elle a réalisé environ soixante-dix tapisseries mais on a perdu a trace de près de quarante d'entre elles. Elisabeth de Hongrie, 1938 a été détruite .  

### Musée Károly Ferenczy
En 1951, le musée Károly Ferenczy a été créé à Szentendre, pour présenter des œuvres de Károly Ferenczy mais aussi des autres membres de la famille Ferenczy, y compris Noémi.  Ce musée organise en 2020 une exposition des œuvres de grand format de Noémi Ferenczy. C'est la première exposition personnelle de l'artiste depuis 1978, date de l'exposition à la Galerie nationale hongroise. En plus des tentures murales, l'exposition présente  des cartons et des croquis en couleurs. Certaines des œuvres ont été prêtées pour l'occasion par des collections privées et publiques, la plupart n'ont pas été montrées depuis des décennies.

### Distinctions
Elle reçoit le prix Kossuth en 1948 et le prix Érdemes Művésze en 1952.
Un prix hongrois annuel destiné à récompenser des artistes dans le domaine des arts appliqués historiens de l'art, porte son nom, Ferenczy Noémi-díj. Il a été décerné pour la première fois en 1929.

## Expositions (sélection)
- 1978-1979 : Noémi Ferenczy - Rétrospective, Galerie nationale hongroise, Budapest[8]
- 2020 : Ferenczy Noémi művészete, Creation, the art of Noémi Ferenczy, Ferenczy Mùzeumi Centrum, Szentendre[15],[16]

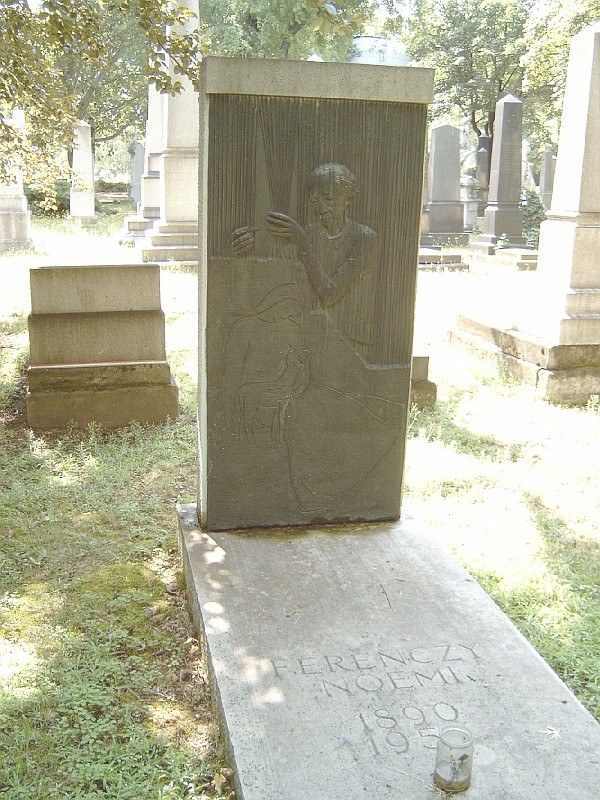
Tombe de Noémi Ferenczy au cimetière Kerepesi à Budapest

## Littérature
- A. Kapócsy, Ferenczy, Noémi. dans Allgemeines Künstlerlexikon. Die Bildenden Künstler aller Zeiten und Völker (AKL). Vol. 38, Munich, Saur, 2003,  (ISBN 3-598-22778-7)
- Ferenczy, Noémi, dans Hans Vollmer (Ed.), vol. 2: E–J., Leipzig, Seemann, 1955
- István Genthon: La famille Ferenczy. Exposition au château de Buda . Magyar Nemzeti Galéria, Budapest 1968.
- Julia Jankovich: Noémi Ferenczy. dans Hubertus Gaßner: Wechselwirkungen : ungarische Avantgarde in der Weimarer Republik, Marsbourg, Jonas-Verlag, 1986, p. 141–146.
- Júlia Jankovich, János Lengyel: Ferenczy Noémi, Budapest, Corvina Kiadó, 1983.
- Károly Tolnai, Noémi Ferenczy. dans Forum. Bratislava 1934, p. 164–165.